# Rocca dei Rettori
La Rocca dei Rettori (en français, « Château des Recteurs ») est un château  situé dans le centre historique de la ville de Bénévent, province de Bénévent en Campanie,.
C'est le siège de la province de Bénévent et abrite la section historique du musée du Samnium, avec des documents relatifs à l'histoire, à l'art et aux traditions populaires de la ville et de la province.

## Historique

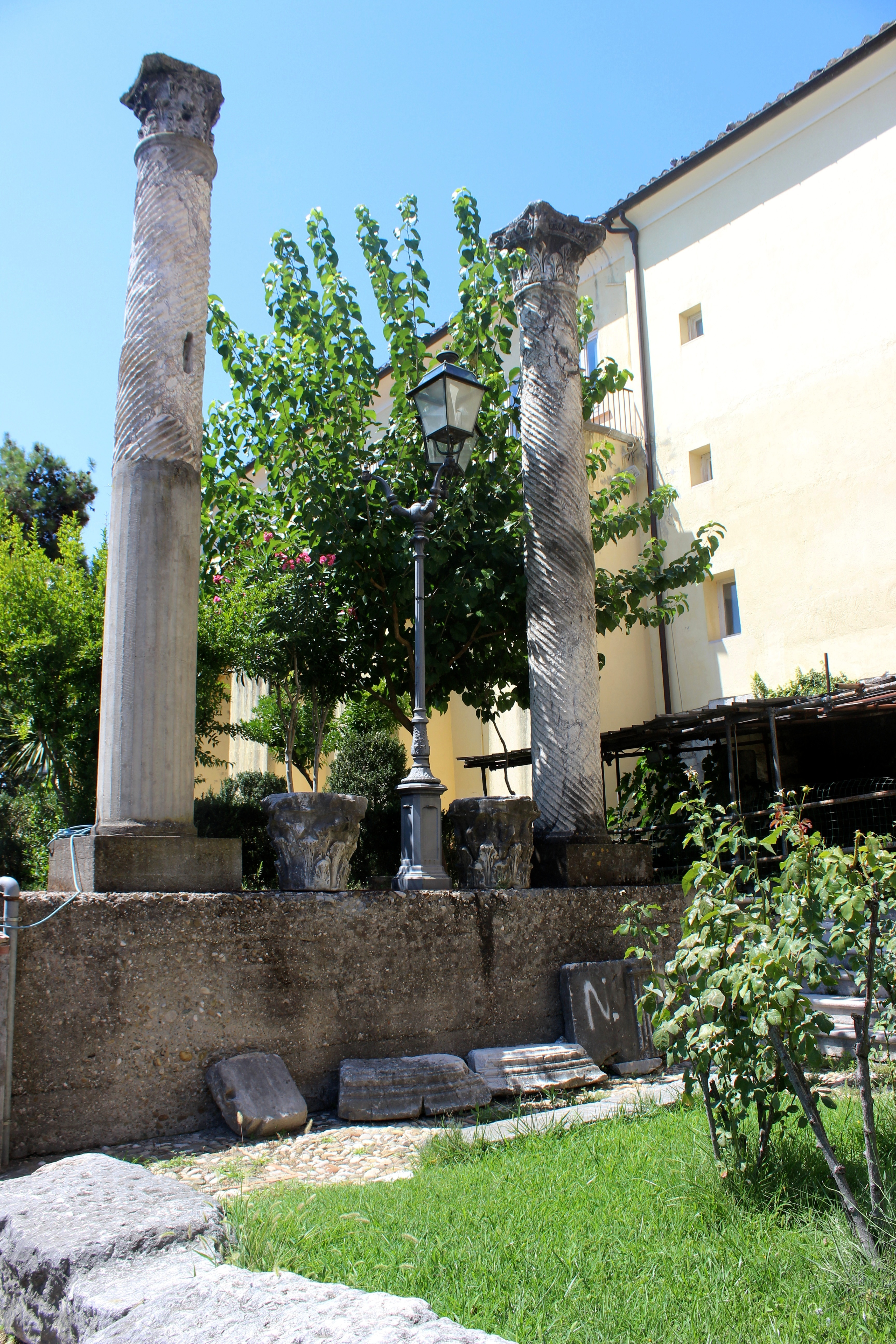
Les colonnes romaines.

Les fouilles archéologiques entreprises lors de la restauration de 1998 ont démontré que la zone était utilisée depuis la préhistoire : on a notamment découvert une nécropole de l'époque orientalisante datant des VIIe et VIe siècles av. J.-C., surmontée de tombes samnites. Les Samnites y ont construit un rempart de terre (agger) vers le IVe siècle av. J.-C. et ont été les premiers à utiliser le lieu comme position défensive. Les Romains y ont construit un réservoir d'eau, connu sous le nom de Castellum aquae, qui transportait l'eau par un aqueduc (aqueduc romain Avellino-Bénévent) depuis la rivière de Serino qui approvisionnait aussi la cité d'Abellinum.
Les Lombards réutilisèrent le site à des fins défensives et élevèrent le mur oriental en l'incluant dans les murailles de la ville. Au VIIIe siècle, un monastère féminin bénédictin y fut érigé (depuis sa reconstruction, c'est l'Église Sainte-Sophie de Bénévent). À partir de 771, sous le règne du duc Arigis II de Bénévent, le monastère fut uni à un château ou palais fortifié (Castrum vetus), qui fut agrandi vers le XIe siècle. Par la suite, l'édifice vécut une période de semi-abandon. En 1321, le pape Jean XXII d'Avignon demanda au gouverneur de la ville, Guglielmo de Balaeto, de restaurer l'édifice comme résidence des recteurs pontificaux. Les religieuses furent transférées au monastère San Pietro.
Au XVIe siècle, la forteresse fut agrandie. À partir de 1586, elle servit de prison, et resta en activité jusqu'en 1865. Après le tremblement de terre de 1702, l'édifice fut partiellement reconstruit selon les plans de Carlo Buratti.

## Description

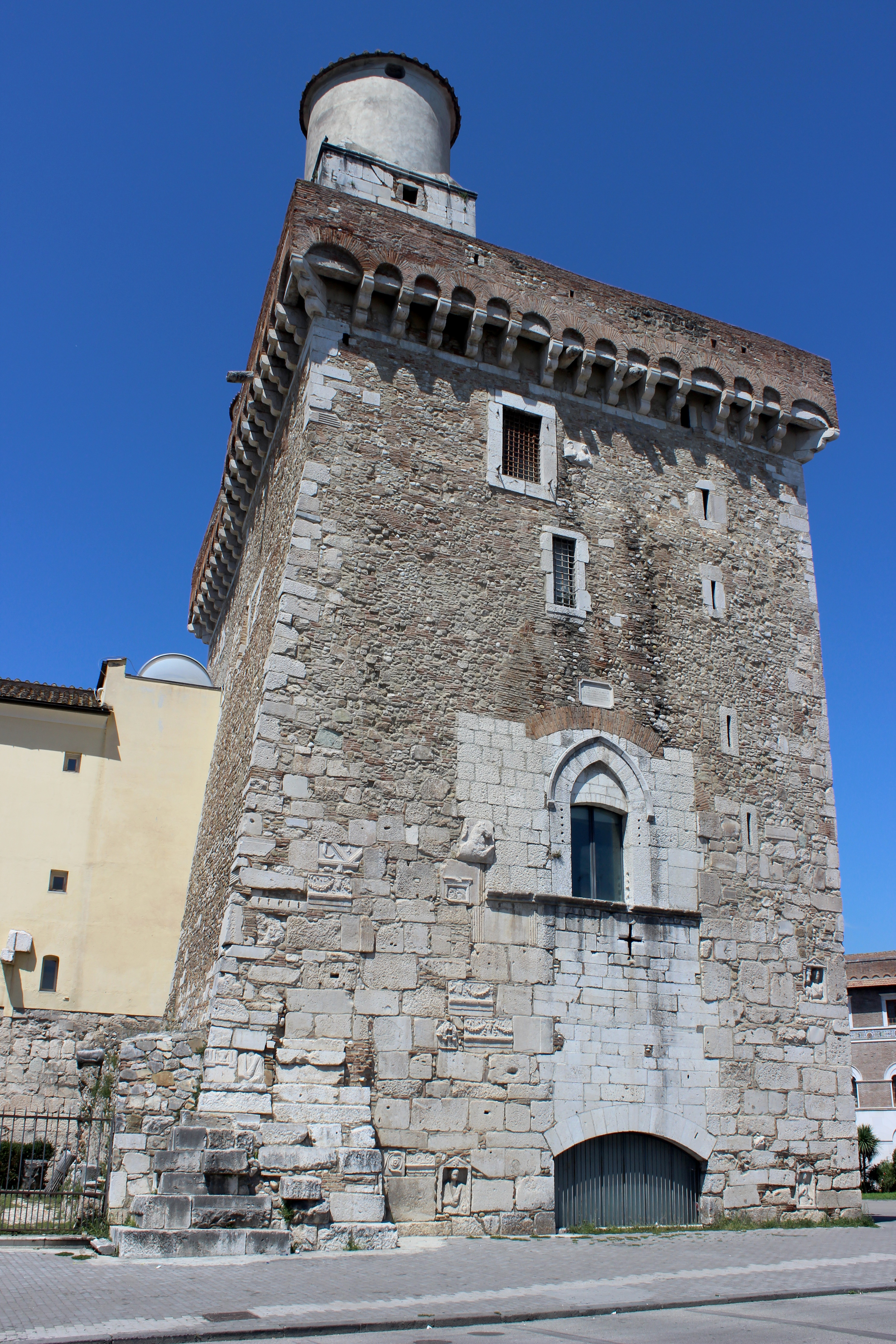
Le Torrione.

La forteresse se trouve au point culminant du centre historique de Bénévent. Son aspect actuel est le résultat de nombreuses rénovations et ajouts au cours des siècles. Elle est composée de deux corps principaux : la Grande Tour (Torrione), construite par les Lombards, est le seul vestige visible de leur forteresse d'origine, bien qu'elle ait été restaurée plusieurs fois, jusqu'à ce qu'au XVe siècle elle obtienne son aspect actuel (et soit ainsi connue sous le nom de Castrum novum).
Le Torrione a une altitude de 28 mètres. Les murs comprennent des fragments d'édifices romains (surtout dans la partie orientale) et présentent des fenêtres à meneaux de type bifore. La terrasse possède deux tourelles.
L'autre corps principal de la forteresse est le Palazzo dei Governatori Pontifici (« Palais des recteurs pontificaux », ou gouverneurs). Cet édifice a l'entrée principale du côté est, avec un escalier menant à un jardin arrière qui est à un niveau plus élevé que la route voisine. Le Palatium a un plan rectangulaire, avec trois étages et une cour intérieure. Il comprend à la fois des éléments anciens (les barbacanes) et modernes (les fenêtres encadrées et la colonnade surmontée d'un tympan). L'étage le plus bas est occupé par les cellules, avec un grand escalier menant à l'étage supérieur. Celui-ci possède de grandes salles avec des plafonds en bois et des décorations (souvent florales) du XVIIIe siècle.

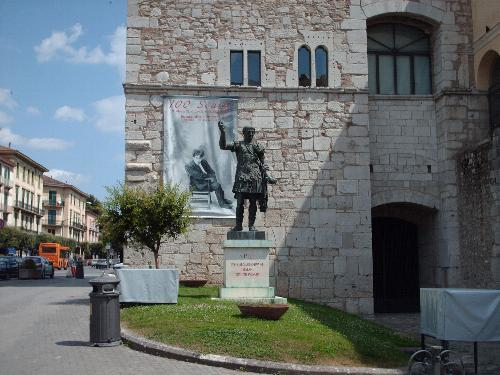
La réplique de la statue de Trajan.

Le jardin arrière est arboré et se termine au sud par un surplomb. Il abrite un lapidario, dédié aux bornes milliaires de l'ancienne Via Traiana et d'autres fragments d'architecture romaine. 
Devant l'escalier d'entrée se trouve un monument en forme de lion, érigé en 1640 en l'honneur du pape Urbain VIII. Le lion est une sculpture médiévale, tandis que le piédestal octogonal réutilise des éléments romains richement décorés.
À l'entrée du Castrum novum se trouve la statue en bronze de l'empereur Trajan, copie d'un ancien original en marbre : la statue de Trajan de Minturno (it).

## Galerie

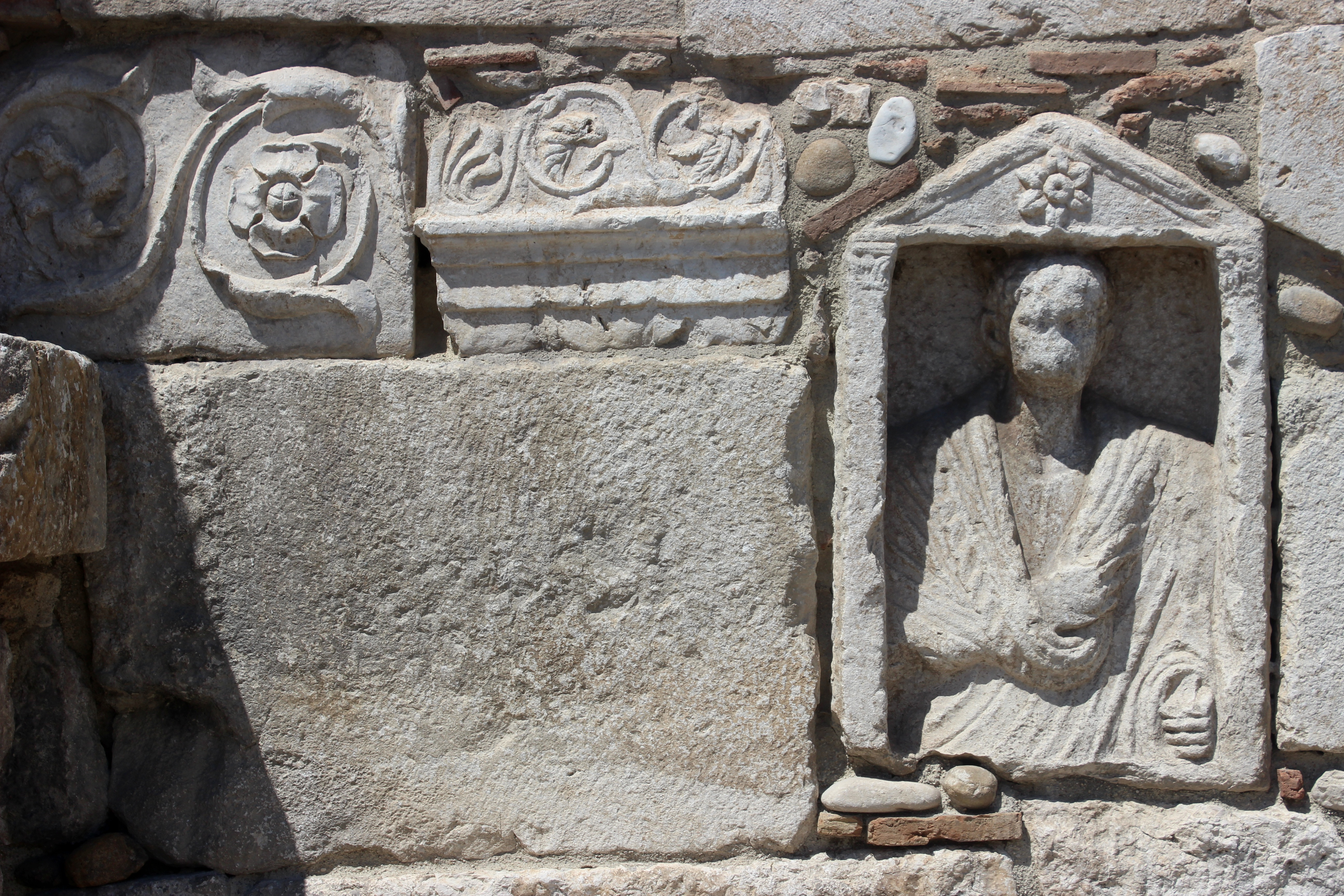
Vestiges.
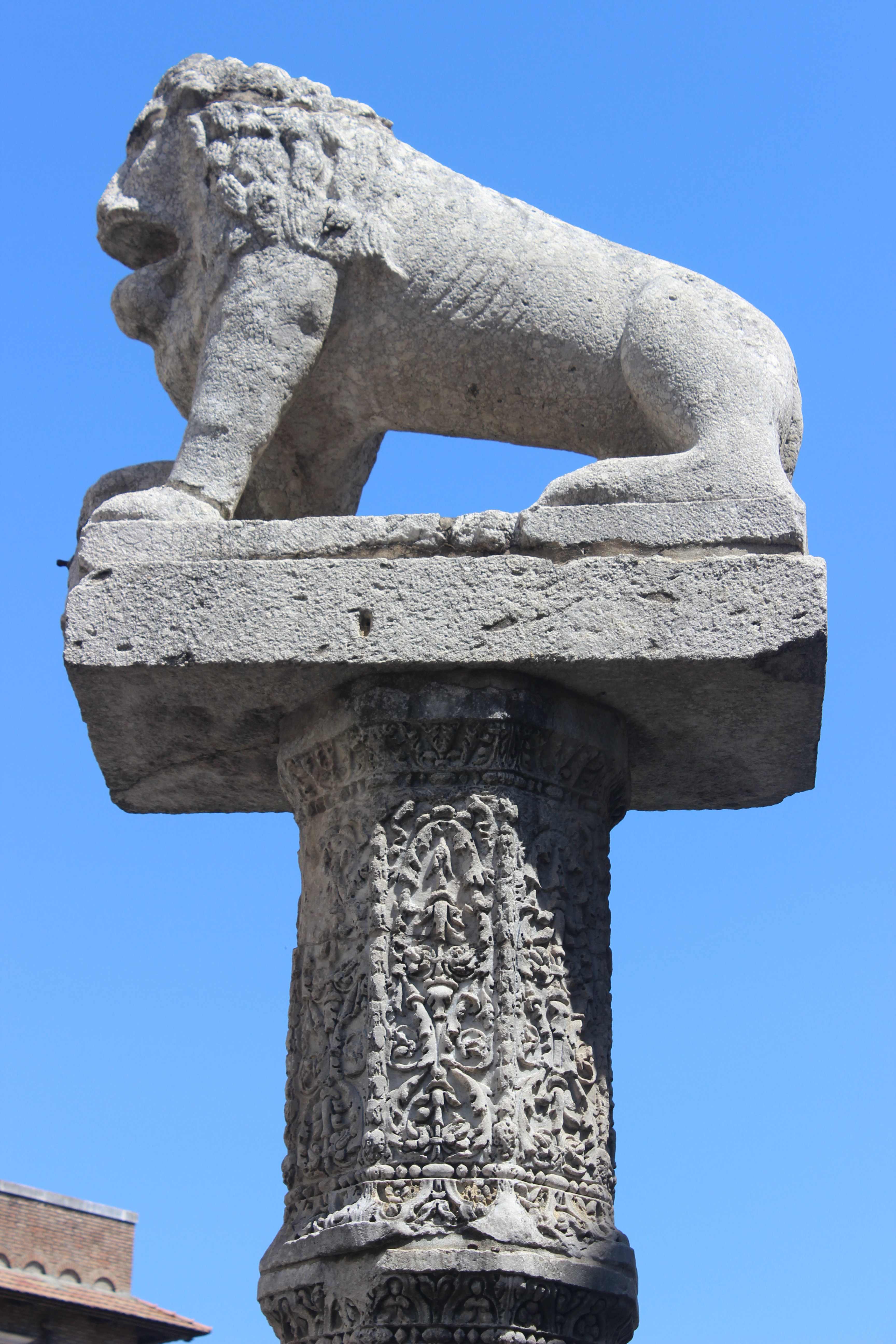
Le lion.